# ケニー・ドーハム
ケニー・ドーハム（Kenny Dorham、本名：McKinley Howard Dorham 、1924年8月30日 - 1972年12月5日）は、テキサス州フェアフィールド出身のジャズ・トランペット奏者。ビバップの有名トランペッターの一人。

## バイオグラフィ
ビリー・エクスタインやディジー・ガレスピー、ライオネル・ハンプトン、マーサー・エリントンのビッグ･バンドやチャーリー・パーカーのクインテットで活躍。アート・ブレイキーが形成するジャズ・メッセンジャーの一人としても知られる。セロニアス・モンクやソニー・ロリンズのサイドマンとしても録音に参加し、1956年に死去したクリフォード・ブラウンの後継としてマックス・ローチのクインテットに加わった。
サイドマンの仕事の傍ら、1955年にはアフロ・キューバン・ジャズの代表的アルバム"Afro-Cuban"を発表した。ケニー・ドーハムとハンク・モブレーは、ラテン・ジャズの代表的なジャズマンと見られた。ジャズ・プロフィッツを含む自身のグループを持ち、彼らの演奏はブルー・ノートの1956年のアルバム『カフェ・ボヘミアのケニー・ドーハム ('Round About Midnight at the Cafe Bohemia)』で聞くことができる。1959年にプレスティッジから"Quiet Kenny"を発表。
1963年に26歳のテナー・サックス奏者ジョー・ヘンダーソンを加え、"Una Mas"を録音。両者は仲がよく、ヘンダーソンのアルバム"Our Thing"や"In'n'Out"等にドーハムが参加している。1960年代始めにブラジルに赴いた。1960年代に頻繁に録音しており、ブルーノートやプレスティッジで聞くことができる。リーダーとしての他、ヘンダーソン、ジャッキー・マクリーン、シダー・ウォルトン、ミルト・ジャクソンのサイドマンとしてみられる。
腎臓病を患い、1972年に死去。
他の共演者はJ.R.モンテローズ、サム・ジョーンズ、ケニー・バレル、ボビー・ティモンズ、トミー・フラナガン、ポール・チェンバース、アート・テイラー、ハンク・モブレー、ホレス・シルバー、J・J・ジョンソン、ケニー・ドリュー、フィリー・ジョー・ジョーンズ、ジョー・ヘンダーソン、ハービー・ハンコック、リチャード・デイヴィスらが挙げられる。

## 書籍
- ジャズ批評編集部編 編『JAZZトランペット』松坂〈ジャズ批評ブックス〉、2001年、82-83頁。ISBN 491555709X。
- ジャズ批評編集部編 編『決定版ブルーノート・ブック 〜史上最強のジャズ・レーベルのすべて〜』松坂〈ジャズ批評ブックス〉、1999年、89,110,116,181,212,239頁。ISBN 4915557014。